# Cerro Pastos Grandes
Pastos Grandes es el nombre de un cráter con caldera y un lago de cráter volcánico en Bolivia. La caldera es parte del complejo volcánico Altiplano-Puna, una gran provincia ignimbrítica que forma parte del cinturón volcánico de los Andes. Pastos Grandes ha erupcionado un importante números de ignimbritas a lo largo de su historia, algunas de las cuales exceden en volumen los 1.000 kilómetros cúbicos. Después de la fase ignimbrítica los domos de lava del Complejo del Cerra Chascon-Runtu Jarita erupcionaron cerca de la caldera y alrededor de las fallas.
La caldera alberga varios lagos, algunos de los cuales son alimentados por aguas termales. En los lagos se disuelven varios minerales, incluido el litio.

## Ubicación
Pastos Grandes se encuentra en la Provincia de Sud Lípez de Bolivia. Geográficamente la zona forma parte del Altiplano, un altiplano bordeado por la Cordillera Occidental y la Cordillera Oriental. El Altiplano contiene dos grandes salares, el Salar de Uyuni y el Salar de Coipasa. El área específica de Pastos Grandes es remota y de difícil acceso; la existencia de la caldera se estableció por primera vez mediante imágenes satelitales.

## Geología
La región se ha visto gravemente afectada por el vulcanismo, incluidas grandes ignimbritas y estratovolcanes que se extienden hasta Chile. Las rocas volcánicas incluyen andesita, dacita y riodacita, dominando la primera en los estratovolcanes chilenos y la segunda en las ignimbritas. El clima regional seco significa que hay poca erosión y que los centros volcánicos están bien conservados. La superficie cubierta por rocas volcánicas asciende a unos  300.000 kilómetros cuadrados.
La actividad volcánica en la región es consecuencia de la subducción de la Placa de Nazca debajo de la Placa Sudamericana en la Fosa Perú-Chile. Este proceso ha formado tres zonas volcánicas principales en los Andes, la Zona Volcánica Norte, la Zona Volcánica Central y la Zona Volcánica Sur. Pastos Grandes forma parte de la Zona Volcánica Central junto con alrededor de 50 volcanes de actividad reciente y otros centros volcánicos generadores de ignimbrita. Este vulcanismo ignimbrítico comenzó a finales del Mioceno y formó un gran campo conocido como complejo volcánico Altiplano-Puna, una gran provincia volcánica que se agrupa alrededor del punto triple entre Argentina, Bolivia y Chile.
Pastos Grandes es una caldera anidada que sufrió repetidos colapsos en el pasado, muy probablemente a lo largo de sectores definidos de su perímetro. Se ha subdividido en dos calderas, una caldera más grande de Chuhuila y la de 40 x 25 kilómetros (24,9 x 15,5 mi)y la caldera más pequeña de Pastos Grandes. La caldera mide aproximadamente 35 x 40 kilómetros (21,7 x 24,9 mi)  de ancho y tiene una profundidad máxima de 400 metros (437,4 yd). El Cerro Pastos Grandes tiene 5802 metros (6345,1 yd) de altura y muestra rastros de un colapso del sector.  El domo resurgente podría alcanzar de 500-1200 metros (546,8-1312,3 yd) y está flanqueada por cúpulas de lava en el lado noroeste, suroeste y sureste.  La actividad de Pastos Grandes puede estar asociada con el desarrollo en curso de una intrusión debajo de la caldera.  Las principales fallas regionales que atraviesan la región han influido en la forma de las calderas, dándoles una forma elíptica que también es evidente en Pastos Grandes. 
Pastos Grandes ha hecho erupción de rocas calco-alcalinas que definen un conjunto de dacitas. Los productos de la erupción de Pastos Grandes son ricos en potasio . Los minerales encontrados en la roca incluyen anfíbol, biotita, plagioclasa, cuarzo y sanidina.  Los magmas experimentaron una lenta evolución en los 1.000.000 de años que precedieron a cada erupción. Hace 94.000 - 85.000 años surgieron rocas plutónicas vinculadas a Pastos Grandes de los respiraderos de Chascón-Runtu Jarita.

### Historia de la erupción
Durante su historia ocurrieron tres grandes erupciones formadoras de ignimbritas en Pastos Grandes. Al principio se supuso que las grandes erupciones se produjeron por primera vez hace 8,1 millones de años, una segunda hace 5,6 millones de años y una tercera hace 2,3 millones de años. Sin embargo, no está claro cuál de las erupciones formó la caldera.  Se han atribuido varias ignimbritas a Pastos Grandes, algunas de ellas pueden ser nombres diferentes para la misma ignimbrita:
- La ignimbrita Sifón de 8,33 ± 0,15 millones de años tiene un volumen de más de 1.000 kilómetros cúbicos, pero no es seguro que Pastos Grandes fuera realmente la fuente. [18]
- La ignimbrita Pastos Grandes I o Chuhuhuilla, de 6,2 ± 0,7 millones de años de antigüedad, tiene un volumen de más de 1.000 kilómetros cúbicos . [18]
- La ignimbrita Pastos Grandes II/Juvina de 3,3 ± 0,4 millones de años tiene un volumen de  entre 50 y 100 kilómetros cúbicos desde el centro de Juvina. [18]
- La ignimbrita Chuhuilla de 5,45 ± 0,02 millones de años de antigüedad y un volumen de 1.200 kilómetros cúbicos  y fue responsable del primer ciclo de formación de caldera. [11]
- La ignimbrita Pastos Grandes de 2,89 ± 0,01 millones de años de antigüedad con un volumen de 1.500 kilómetros cúbicos, es parte del segundo ciclo de formación de caldera. [11]

Es posible que aquí también se haya originado la ignimbrita Carcote, de 6,1 millones de años de antigüedad.  La ignimbrita Alota de 5,22 ± 0,02 millones de años también se atribuyó a Pastos Grandes,  aunque se originó en el centro noreste de la caldera de Pastos Grandes conocida como Cerro Juvina.  Estas ignimbritas afloran en el exterior de la caldera de Pastos Grandes,  donde se extienden a distancias de 50 kilómetros (31,1 mi), pero también cubren partes de la caldera.  Dados los volúmenes involucrados, al menos algunas de las erupciones se clasifican como 8 en el índice de explosividad volcánica.
Pastos Grandes estuvo volcánicamente activo durante mucho tiempo, más que muchos otros centros del complejo volcánico del Altiplano-Puna.  Posteriormente se formaron centros volcánicos más recientes dentro de la caldera Estos centros recientes cerca de Pastos Grandes son Cerro Chao y el complejo Cerro Chascón-Runtu Jarita. El primero se encuentra en un lineamiento que parece coincidir con el borde de la caldera de Pastos Grandes, y el segundo parece surgir de la falla anular de Pastos Grandes aunque aparentemente no tiene relación con la caldera.  El Cerro Chascón-Runtu Jarita tiene menos de 100.000 años según el método de datación argón-argón. Esto y las manifestaciones geotérmicas en curso sugieren que aún puede ocurrir actividad volcánica en Pastos Grandes.  Finalmente, Pastos Grandes y Cerro Guacha pueden ser la fuente de calor del campo geotérmico El Tatio al oeste de Pastos Grandes. 

## Lago
A una altitud de 4430 m, Pastos Grandes contiene una cuenca lacustre al norte de Cerro Pastos Grandes, de 10 kilómetros  de ancho  y cubre una superficie de alrededor de  100 a 120 kilómetros cuadrados  y una altura de 4400 metros. Solo cubre una fracción del área de la caldera de Pastos Grandes  y probablemente sea un remanente de un lago que alguna vez fue más grande y que llenaba el foso de la caldera.  Los episodios lacustres anteriores dejaron una capa de barro beige. Este lodo se congela durante los meses de invierno hasta cierta profundidad y la crioturbación ha formado estructuras poligonales así como grandes grietas en la corteza de su superficie. 
Las superficies de agua abierta se concentran en el borde oriental del salar, en su mismo centro y áreas aisladas en el lado occidental, todas ellas forman una intrincada red  de estanques interconectados, especialmente en la mitad occidental del salar.  Una de estas superficies de aguas abiertas en el lado occidental de la cuenca del lago se conoce como Laguna Caliente,  mientras que otro lago de forma cuadrada en la parte sur de la caldera se conoce como Laguna Khara.  A veces, después de fuertes precipitaciones, estas superficies de aguas abiertas pueden unirse formando un lago circular alrededor del centro.
Arroyos intermitentes drenan la cuenca de Pastos Grandes y llegan al salar; el flujo más largo a través de la parte sureste de la cuenca. Toda la cuenca de drenaje del lago tiene una superficie de entre 655 y 660 kilómetros cuadrados  y está delimitada al oeste y al este por crestas riolíticas .  Además de los arroyos superficiales, los manantiales contribuyen al balance hídrico de Pastos Grandes.  Las aguas termales están activas o estuvieron activas recientemente en el lado occidental del salar  y llevan nombres como La Salsa, La Rumba y El Ojo Verde,   en estos lagos se han registrado  temperaturas de entre 20 y 75 grados Celsius.. En la costa occidental predominan los manantiales más fríos. El calor parece provenir de un depósito caliente con temperaturas de entre 200 y 250 grados Celsius.
Las sales que se encuentran dentro del salar incluyen yeso, halita y ulexita . Las salmueras son ricas en boro, litio y cloruro de sodio; por lo que ha sido considerado un sitio potencial para la extracción de litio y potasio .  El contenido de sal oscila entre  744 y 371 gramos por litro. La química de la sal está fuertemente influenciada por el clima; La precipitación de mirabilita debido al frío y la evaporación del agua provocan cambios en la composición de las aguas.
Único entre la mayoría de los otros salares de los Andes, Pastos Grandes presenta una plataforma de carbonato de alrededor de 40 kilómetros cuadrados con numerosos tejidos de deposición de carbonato.  No está claro qué impulsa su formación, ya que el clima en Pastos Grandes es similar al de otros lagos salados sin tales plataformas, pero puede ser una consecuencia de la desgasificación del dióxido de carbono bajo el salar.  En numerosos puntos de Pastos Grandes se encuentran pisolitos de calcita, generalmente asociados con manantiales activos o antiguos.  También se encuentran presas de borde y terrazas de sinterización cerca de manantiales inactivos. Todas estas formaciones cavernícolas encontradas en Pastos Grandes son causadas por la precipitación de calcita de aguas sobresaturadas en la superficie. No está claro qué impulsa la pérdida de dióxido de carbono y, por tanto, la sobresaturación, pero puede implicar la fotosíntesis de las algas.
Las algas y diatomeas crecen en las aguas abiertas de Pastos Grandes, las diatomeas están representadas por especies oligohalinas como algunas especies de Fragilaria y Navicularia. Las diferentes superficies de agua están dominadas por diferentes especies de diatomeas, distinciones que están mediadas sólo en parte por las diferentes salinidades. Las especies animales que se encuentran dentro de los lagos incluyen anfípodos, élmidos y sanguijuelas en agua dulce y Cricotopus en agua salada. Los animales adicionales son las especies Euplanaria dorotocephala, Chironomidae, Corixidae, Cyclopoida, Ephyridae, Harpacticoida, Orchestidae, Ostracoda y Tipulidae. Se han encontrado especies animales similares pero diferentes en otros lagos locales, lo que indica que son sistemas en gran medida separados. La flora animal de estos lagos del Altiplano no es muy diversa, probablemente debido a su relativa juventud y a los duros y variables climas del pasado en la región.
Pastos Grandes es uno de los muchos lagos endorreicos que cubren la región. El altiplano vecino también estuvo cubierto de lagos durante el Pleistoceno. Luego de secarse, quedaron atrás el Salar de Uyuni y el Salar de Coipasa.

## Clima
El área de Pastos Grandes tiene un clima húmedo de verano, y la mayor parte de las precipitaciones caen durante la estación húmeda de diciembre a marzo. Se estima que la precipitación total es de unos 200 mm por año. Es decir, el clima es árido y las tasas de evaporación pueden alcanzar unos 1.400 mm por año. La insolación es alta y las temperaturas pueden llegar  hasta 15°. Durante el invierno, pueden caer hasta 25° bajo cero.

## Explotación
Los depósitos de litio han llamado la atención de los intereses mineros, y el gobierno boliviano busca empresas para explotar los depósitos de litio en Pastos Grandes, Uyuni y Coipasa. 